# Antonio Suetta
Antonio Suetta (n. Loano, Liguria, Italia, 25 de noviembre de 1962) es un obispo católico, teólogo, filósofo y profesor italiano. Ordenado sacerdote en 1986 para la Diócesis de Albenga-Imperia. Durante varios años ha ejercido como profesor y ha ocupado numerosos cargos episcopales.
Actualmente desde 2014 es el nuevo Obispo de Ventimiglia-San Remo, al haber sido elegido por el papa Francisco.

## Biografía
Nacido en la localidad italiana de Loano, el día 25 de noviembre de 1962.
Cuando era joven descubrió su vocación religiosa y tomó la decisión de estudiar Filosofía y Teología en el Seminario Diocesano de Albenga y el Seminario Metropolitano de Génova.
Finalmente el 4 de octubre de 1986 fue ordenado sacerdote para su diócesis natal "de Albenga-Imperia", por el entonces obispo Mons. Alessandro Piazza.
Después en 1998, hizo un Bachiller en Sagrada Teología por la Pontificia Universidad Lateranense de Roma, con una tesis sobre el carácter escatológico del domingo. Y en 1990 se convirtió en profesor de liturgia sacramental, teología fundamental, eclesiología y la mariología en el Instituto Superior de Ciencias Religiosas y también ha sido profesor de religión en una escuela de secundaria en Imperia.
Durante estos años cabe destacar que ha ejercido diferentes cargos, como: vicario y administrador parroquial de la Parroquia de Cesio de Oneglia; también administrador y pastor en Caravonica; capellán de la casa del distrito de Imperia y voluntario de la cooperativa social "El Camino", donde trabajan para la reinserción y ayuda a exadictos y presos, y de la cual fue Presidente hasta 2009.
También ha sido Pastor y Director de Caritas en Borgio Verezzi; Tesorero diocesano; y Rector del Seminario de Albenga ("el mismo al que asistió de joven").
En el 2009, obtuvo un Doctorado en Teología por el Pontificio Ateneo Regina Apostolorum de Roma.

### Episcopado
Actualmente desde el 25 de enero de 2014, tras haber sido nombrado por el papa Francisco, es el nuevo Obispo de la Diócesis de Ventimiglia-San Remo, en sucesión de Mons. Alberto Maria Careggio quien renunció por motivos de edad.
Tras su nombramiento eligió su escudo y su lema: «Scio Cui Credidi» (en latín).
Recibió su consagración episcopal el 1 de marzo del mismo año, en la Colegiata de San Juan Bautista de Oneglia, a manos del cardenal Angelo Bagnasco y de sus co-consagrantes: el Obispo de Albenga-Imperia Mons. Mario Oliveri y el de Savona-Noli Mons. Vittorio Lupi.
Tomó posesión oficial del cargo, el día 9 de marzo, en la Catedral de Santa Maria Assunta de Ventimiglia.

## Publicaciones
- Antonio Suetta (2010).  If Press, ed. Il peccato e la sua remissione nella prima lettere di Giovanni. ISBN 9788895565439.